# Lista över historiska vägnummer i Sverige
Detta är en lista över historiska vägnummer i Sverige. För nu gällande vägnummer se lista över svenska vägar i nummerordning, riksväg och länsväg.
Denna lista omfattar vägnumreringen under den gula epoken (1945-1962) i sin helhet, samt de vägnummer under den gällande blå epoken (1962–) som har utgått eller fått en väsentligt ändrad sträckning.
I princip behölls vägnummer över 160 med mindre ändringar vid omläggningen 1962, om de inte blev riksvägar, och är ganska lika till våra dagar, medan de med nummer under 160 gjordes om helt 1962.

## Gamla rikshuvudvägar
| - 1 Riksettan: Helsingborg–Jönköping–Norrköping–Stockholm. Nuvarande E4 - 2 Rikstvåan: Trelleborg–Svinesundsbron. Nuvarande E6 - 3 Rikstrean: Kropp–Hasslarp–Strövelstorp - 4 Riksfyran: Malmö–Kristianstad–Kalmar–Norrköping. Nuvarande E22 - 5 Riksfemman: Göteborg–Jönköping. Nuvarande riksväg 40 - 6 Rikssexan: Göteborg–Örebro–Södertälje. Nuvarande E20 - 7 Rikssjuan: Göteborg–Grums. Nuvarande E45 - 8 Riksåttan: Ödeshög–Hallsberg. Nuvarande riksväg 50 - 9 Riksnian: Årjäng–Örebro. Nuvarande E18 - 10 Rikstian: Örebro–Ludvika–Borlänge–Falun–Gävle. Delar av nuvarande riksväg 50 och E16 - 11 Rikselvan: Arboga–Västerås–Enköping. Nuvarande E18 - 12 Rikstolvan: Stockholm–Enköping–Borlänge–Mora. Nuvarande E18 och riksväg 70 - 13 Rikstretton: Stockholm–Sundsvall–Haparanda. Nuvarande E4 - 14 Riksfjorton: Sundsvall–Storlien. Nuvarande E14 |

## Gamla länshuvudvägar

### Länshuvudvägar 20-59
| - 20 Visby–Klintehamn–Hemse–Burgsvik - 21 Visby–Roma–Lye–Hemse - 22 Ljugarn–Lye - 23 Roma–Ljugarn - 24 Slite–Ljugarn - 25 Kräklingbo–Katthammarsvik - 26 Visby–Slite–Lärbro - 27 Visby–Fårösund - 28 Visby–Hejde–Hemse - 30 Falsterbo–Vellinge - 31 Trelleborg–Ystad–Simrishamn - 32 Ystad–Borrby–Simrishamn–Brösarp - 33 Ystad–Anderslöv–Malmö - 34 Ystad–Skurup–Malmö - 35 Ystad–Veberöd - 36 Ystad–Hörby | - 40 Ystad–Kristianstad - 41 Simrishamn–Sjöbo–Dalby–Malmö - 42 Dalby–Lund - 43 Sjöbo–Kävlinge–Löddeköpinge - 44 Olseröd–Åhus–Kristianstad - 45 Kävlinge–Landskrona–Helsingborg–Mölle - 46 Eslöv–Landskrona - 50 Landskrona–Mörarp - 51 Höganäs–Jonstorp - 52 Ängelholm–Mölle - 53 Ask–Bjuv - 54 Lund–Ljungbyhed–Åsljunga - 55 Gårdstånga (Lund)–Eslöv–Stockamöllan - 56 Hurva (Lund)–Höör–Hässleholm–Markaryd |

### Länshuvudvägar 60-99
| - 60 Hörby–Höör–Röstånga - 61 Ljungbyhed–Klippan–Munka-Ljungby - 62 Kristianstad–Hässleholm–Åstorp - 63 Hässleholm–Örkelljunga–Ängelholm - 64 Våxtorp–Båstad - 65 Örkelljunga–Laholm - 66 Laholm–Skogaby - 70 Markaryd–Veinge (Halmstad) - 71 Sösdala–Osby - 72 Hässleholm–Ryd - 73 Kristianstad–Älmhult–Skatelöv (Växjö) - 74 Kristianstad–Bjärlöv - 75 Pukavik–Olofström–Älmhult - 76 Karlshamn–Tingsryd | - 80 Ronneby–Tingsryd–Ingelstad–(Växjö) - 81 Karlskrona–Gullberna (Karlskrona) - 82 Gullberna (Karlskrona)–Växjö–Lammhult–Jönköping - 83 Gullberna (Karlskrona)–Vetlanda–Tranås–Mjölby–Motala - 84 Traryd–Tingsryd–Älmhult–Vissefjärda–Vassmolösa (Kalmar) - 85 Långasjö (Tingsryd)–Emmaboda–Örsjö (Nybro) - 86 Ljungbyholm–Kalmar - 90 Halmstad–Ljungby - 91 Ljungby–Växjö–Nybro–Kalmar - 92 Gottåsa (Älmhult)–Alvesta–Lammhult - 93 Kalmar–Kläckeberga kyrka - 94 Ottenby–Borgholm–Byxelkrok - 95 Bårby–Mörbylånga - 96 Björnhovda–Färjestaden |

### Länshuvudvägar 100-139
| - 100 Halmstad–Falkenberg - 101 Halmstad–Smålandsstenar–Gislaved–Jönköping - 102 Falkenberg–Torup - 103 Torup–Fegen - 104 Falkenberg–Gällared - 105 Varberg–Värnamo - 106 Varberg–Borås - 107 Ätran- Svenljunga–Borås - 110 Kungsbacka–Särö–Göteborg - 111 Härryda–Skene–Svenljunga–Norra Unnaryd (Jönköping) - 112 Tranemo–Ulricehamn - 113 Växjö–Alvesta–Värnamo - 114 Växjö–Lenhovda–Högsby - 115 Nybro–Lenhovda - 116 Asby–Älmeshult | - 120 Lindsdal (Kalmar)–Vetlanda–Jönköping - 121 Ålem (Kalmar)–Vimmerby–Linköping - 122 Bockara–Oskarshamn - 123 Värnamo–Vetlanda–Målilla - 124 Sävsjö–Eksjö - 125 Hultsfred–Mariannelund - 126 Oskarshamn–Kristdala–Vimmerby - 130 Jenny–Västervik - 131 Nässjö–Vimmerby–Almvik (Västervik) - 132 Huskvarna–Tranås - 133 Gränna–Linderås (Tranås) - 134 Eksjö–Kisa - 135 Gamleby–Kisa - 136 Harg (Västervik)–Åtvidaberg–Linköping |

### Länshuvudvägar 140-179
| - 140 Gistad (Linköping)–Söderköping - 141 Oxelösund–Nyköping - 142 Trosa–Vagnhärad - 143 Nynäshamn–Stockholm - 144 Ösmo (Nynäshamn)–Södertälje - 145 Vårsta–Tumba–Huddinge–Stockholm - 146 Salem–Tumba - 150 Handen–Dalarö - 151 Nacka–Saltsjöbaden - 152 Stockholm–Gustavsberg | - 160 Göteborg–Kungälv–Ljungskile (till 1953) - 161 Stora Höga–Stenungsund–Svanesund–Hälleviksstrand - 162 Lysekil–Munkedal - 163 Strömstad–2 - 164 Skee (Strömstad)–Dals-Ed - 165 Hällevadsholm–Holtet–norska gränsen - 166 Mellerud–Dals-Ed–Kornsjö–norska gränsen - 167 Lilla Edet–Ljungskile (från 1953) - 171 Dals-Ed–Dingelvik (Billingsfors) - 172 Uddevalla–Bengtsfors–Årjäng–Arvika - 173 Frändefors–Färgelanda - 174 Bengtsfors–Åmål - 175 Säffle–Arvika - 176 Trollhättan–Naglum (Vänersborg) |

### Länshuvudvägar 180-219
| - 180 Borås–Alingsås–Vargön (Vänersborg) - 181 Borås–Skara - 182 Ulricehamn–Vårgårda–180 (Vänersborg) - 183 Annelund (Borås)–Falköping - 184 Ulricehamn–Falköping–Skara - 185 Bottnaryd–Mullsjö - 186 Jönköping–Falköping–Vänersborg–Uddevalla - 190 Grästorp–Lidköping–Götene - 191 Falköping–Skövde - 192 Kymbo (Mullsjö)–Skövde–Mariestad - 193 Falköping–Tidaholm–Hjo - 194 Skara–Skövde–Hjo - 195 Jönköping–Hjo–Karlsborg–Askersund - 196 Skövde–Karlsborg | - 200 Skövde–Hova - 201 Moholm–Mariestad - 202 Hultet (Karlsborg)–Fägre (Mariestad) - 203 Hassle (Mariestad)–Kristinehamn - 204 Gullspång–Vintrosa (Örebro) - 205 Askersund–Laxå–Karlskoga - 206 Viby (Linköping)–Skänninge –Vadstena - 210 Linköping–Motala - 211 Skänninge–Borensberg–Hjortkvarn - 212 Linköping–Vingåker - 213 Norrköping –Örebro - 214 Hallsberg–Läppe–Eskilstuna - 215 Norrköping–Katrineholm–Köping - 216 Jönåker–Dämbol (Katrineholm) |

### Länshuvudvägar 220-259
| - 220 Nyköping–Katrineholm - 221 Bettna (Nyköping)–Flen–Strängnäs–Enköping - 222 Nyköping–Malmköping–Eskilstuna - 223 Svärta kyrka (Nyköping)–Björnlunda–Läggesta (Mariefred) - 224 Axala (Nyköping)–Gnesta - 225 Läppe–Katrineholm–Flen–Järna (Södertälje) - 226 Odensbacken–Örebro - 230 Arboga–Alberga–Eskilstuna - 231 Töcksfors–Vännacka (Arvika) - 232 Karlstad–Arvika–Charlottenberg–norska gränsen - 233 Molkom–Filipstad–Hällefors–Kopparberg–Skinnskatteberg–Ramnäs–Västerås - 234 Fagerås (Karlstad)–Torsby–Johannisholm (Mora) - 235 Karlstad–Munkfors–Stöllet–Långflon–norska gränsen - 236 Karlstad-Molkom | - 240 Väse –Molkom–Hagfors - 241 Sunne–Munkfors - 242 Kristinehamn–Filipstad–Vansbro–Mora - 243 Karlskoga –Nora - 244 Lilla Mon (Örebro)–Nora–Hällefors - 245 Uddeholm–Hagfors–Geijersholm AVBROTT 242–Fredriksberg–Nyhammar–Hästberg (Borlänge) - 246 Björbo–Djurås - 249 Arboga–Lindesberg - 250 Köping–Fagersta–Ludvika–Vansbro–Malung–Sälen–Särna - 251 Tumbo (Eskilstuna)–Hallstahammar–Norberg–Hedemora - 252 Strömsholm (Eskilstuna)–Säby (Västerås) - 253 Hallstahammar–Västerås - 254 Västerås–Sala–Heby–Tärnsjö–Gysinge–Hedesunda–Hästbo–Gävle - 255 Tomtakorset (Västerås)–Salbohed–Nykrogen (Avesta) - 256 Fagersta–Ängelsberg |

### Länshuvudvägar 260-299
| - 260 Fagersta–Norberg–Avesta - 261 Fjärdhundra–Heby - 262 Enköping–Uppsala - 263 Sigtuna–Märsta - 264 Sigtuna–Alsike (Uppsala) - 265 Karbenning (Norberg)–Sala–Uppsala - 266 Hedemora–Falun - 270 Hedemora–Stjärnsund–Torsåker - 271 Krylbo (Avesta)–Horndal–Storvik - 272 Uppsala–Gysinge–Sandviken–Ockelbo–Bollnäs–Ljusdal–Ånge–Borgsjö - 273 Upplands-Väsby–Almunge–Alunda - 274 Arninge (Täby) –Vaxholm - 275 Stockholm–Norrtälje –Östhammar–Älvkarleby (Gävle) - 276 Rosenkälla (Täby)–Åkersberga–Norrtälje | - 280 Rö–Rimbo–Edsbro–Kragsta (275) - 281 Uppsala–Rimbo–Norrtälje - 282 Uppsala–Edsbro - 283 Galltorp (Norrtälje)–Grisslehamn - 284 Uppsala–Börstils kyrka (Östhammar) - 285 Börstils kyrka (Östhammar)–Östhammar - 286 Norrskedika (Östhammar)–Öregrund - 290 Uppsala–Lövstabruk - 291 Tierps kyrkby (13)–Tierp–Skärplinge - 292 (13)–Tierp - 293 Falun–Amsberg (12) - 294 Falun–Rättvik - 295 Mora–Älvdalen–Särna–Idre–Flötningen–norska gränsen - 296 Mora–Orsa–Voxna–Ytterhogdal–Brunflo (14) - (Östersund) |

### Länshuvudvägar 300-339
| - 300 Orsa–Sveg - 301 Rättvik–Furudal - 302 (Storvik)–Kungsgården–Järbo–Medskog (Ockelbo) - 303 Bergby–Skog–Mohed - 304 Holmsveden–Skog - 305 Skog–Sibo - 306 Voxna–Edsbyn–Bollnäs–Söderhamn - 310 Västbacka–Los–Korskrogen (Ljusdal) - 311 Älvros (Särna)–Tännäs - 312 Hudiksvall–Ljusdal–Sveg–Funäsdalen–norska gränsen - 313 Älvros (Sveg)–Ytterhogdal - 314 Ytterhogdal–Kölsillre - 315 Hedeviken–Rätan–Östavall (Ånge) - 316 Klövsjö–Åsarna | - 320 Hallsta (Ånge)–Granboda (14) (Bräcke) - 321 Svenstavik–Mattmar - 322 Duved (Åre)–Skalstugan–norska gränsen - 323 Bräcke–Bispfors - 324 Ragunda–Hammarstrand - 325 Sundsvall–Indal–Bispfors - 330 Indal–Bergeforsen - 331 Bergeforsen–Ramsele–Backe–Hoting - 332 Lunde (Härnösand)–Sollefteå–Junsele–Hälla (Åsele) - 333 Bollstabruk–Sandslån - 334 Lugnvik–Överlännäs - 335 Östersund–Bispfors–Sollefteå–Örnsköldsvik - 336 Järpen–Kall–norska gränsen |

### Länshuvudvägar 340-379
| - 340 Krokom–Valsjöbyn–norska gränsen - 341 Lillholmsjö–Hammerdal–Ramsele–Näsåker - 342 Strömsund–Gäddede–norska gränsen - 343 Östersund–Strömsund–Storuman–Arvidsjaur–Jokkmokk–Gällivare–Karesuando - 344 Hammerdal–Ammer (Hammarstrand) - 345 Strömsund–Ramsele - 346 Bjästa–Domsjö–Örnsköldsvik - 350 Bjästa–Sidensjö–Bredbyn - 351 Örnsköldsvik–Bredbyn–Åsele–Vilhelmina - 352 Örnsköldsvik–Fredrika–Västermyrriset (Lycksele) - 353 Nordmaling–Bjurholm–Lycksele - 354 Vännäs–Åsele–Dorotea - 355 Sikeå–Robertsfors–Vindeln–Granö (Lycksele) - 356 Åsele–Lycksele–Glommersträsk–Älvsbyn–Boden–Morjärv–Karungi | - 360 Lycksele–Vilhelmina - 361 Umeå–Vännäs–Lycksele–Storuman–Tärnaby–norska gränsen - 362 Umeå–Holmsund - 363 Umeå–Vindeln–Rusksele–Sandsele (Sorsele) - 364 Umeå–Botsmark–Burträsk–Skellefteå - 365 Ånäset–Lappvattnet - 366 Burträsk–Boliden - 370 Skellefteå–Bastuträsk–Norsjö–Malå–Holmfors - 371 Skellefteå–Jörn–Arvidsjaur–Arjeplog - 372 Skellefteå–Skelleftehamn - 373 Piteå–Abborrträsk (Arvidsjaur) - 374 Piteå–Älvsbyn–Ottostorp (Jokkmokk) - 375 Antnäs (Luleå)–Älvsbyn - 376 Luleå–Unbyn–Boden |

### Länshuvudvägar 380-401
| - 380 Kitajaur–Harads - 381 Luleå–Boden–Harads–Jokkmokk - 382 Luleå–Rutvik (13) - 383 Börjelslandet (13)–Skogså (Boden) - 384 Råneå–Niemisel - 385 Edefors kyrka–Yttre Lansjärv - 386 Töre–Överkalix–Gällivare - 390 Kalix–Morjärv - 391 Överkalix–Övertorneå - 392 Överkalix–Korpilombolo–Pajala - 393 Övertorneå–Korpilombolo–Tärendö–Anttis - 394 Leipojärvi (Gällivare)–Tärendö - 395 Pajala–Junosuando–Vittangi - 396 Svappavaara–Kiruna | - 400 Haparanda–Övertorneå–Pajala–Karesuando - 401 Övertorneå–finska gränsen |

## Europavägar
I Sverige icke längre existerande europavägar från perioden 1962–1992:
| - E 3 Göteborg–Örebro–Eskilstuna–Stockholm–Kapellskär. Nuv. Europaväg 20 och Europaväg 18 - E 14 Malmö–Ystad. Nuv. Europaväg 65 - E 66 Malmö–Kristianstad–Kalmar–Norrköping. Nuv. Europaväg 22 - E 75 Norska gränsen - Storlien–Östersund–Sundsvall. Nuv. Europaväg 14 - E 79 Holmsund–Umeå–Lycksele–Storuman–norska gränsen. Nuv. Europaväg 12 |

Se även lista över äldre europavägar, som också redogör för dessa vägars sträckning utanför Sverige.

## Gamla riksvägar
Riksvägar från efter 1962 som inte finns längre. Några nummer har återanvänts på en helt annan sträcka, andra används fortfarande för delar av den nedan angivna sträckan.
| - 10 Trelleborg–Ystad–Simrishamn–Brösarp (Kristianstad) - 11 Malmö–Svedala–Skurup–Skivarp–Ystad - 12 Malmö–Dalby–Sjöbo–Tomelilla–Simrishamn - 14 Ystad–Tomelilla–Brösarp–Kristianstad–Osby - 15 Malmö–Kristianstad–Kalmar–Norrköping - 16 Dalby–Lund–Bjärred - 19 Eslöv–Klippan - 20 Ystad–Tomelilla–Brösarp–Kristianstad–Osby - 22 Helsingborg–Mölle - 26 Halmstad–Smålandsstenar–Värnamo - 33 Jönköping–Nässjö–Västervik - 36 Linköping–Borensberg–Motala - 45 Göteborg–Karlstad–Mora–Östersund–Arvidsjaur–Karesuando - 47 Jönköping–Falköping–Skara–Lidköping - 48 Jönköping–Skövde–Mariestad - 58 Nyköping–Flen AVBROTT Eskilstuna–Västerås - 60 Örebro–Borlänge–Falun - 64 Mariestad–Kristinehamn–Mora | - 65 Västerås–Fagersta–Ludvika - 67 Västerås–Sala–Gävle - 71 Borlänge–Malung–norska gränsen - 74 Stockholm–Gustavsberg–Mörtnäs - 76 Stockholm–Norrtälje–Östhammar–Gävle - 78 Uppsala–Östhammar - 79 Uppsala–Östhammar - 80 Gävle–Falun–Rättvik - 81 Mora–Sveg–Östersund - 82 Söderhamn–Bollnäs–Voxna - 88 Östersund–Strömsund–Arvidsjaur–Karesuando - 90 Härnösand–Sollefteå–Åsele–Lycksele–Boden - 91 Örnsköldsvik–Hälla–Åsele - 93 Umeå–Lycksele–Storuman - 94 Skellefteå–Malå - 96 Piteå–Älvsbyn - 98 Töre–Överkalix–Kiruna–Riksgränsen–norska gränsen |

## Gamla länsvägar
| - 102 Ystad–Veberöd - 103 Ystad–Simrishamn - 106 Lund–Landskrona–Helsingborg - 107 Landskrona–Mörarp - 113 Ängelholm–Klippan - 123 Karlskrona–Lenhovda - 124 Rävemåla–Emmaboda–Nybro - 130 Oskarshamn–Kristdala–Vimmerby - 132 Huskvarna–Tranås - 138 Åseda–Målilla - 143 Visby–Roma–Lye–Hemse - 145 Roma–Ljugarn - 155 Smålandsstenar–Gislaved–Jönköping - 159 Västra Frölunda–Angered - 172 Uddevalla–Bengtsfors–Åmotfors - 174 Töcksfors–Arvika - 186 Falköping–Grästorp - 188 Vargön–Väne-Åsaka - 211 Skänninge–Borensberg–Hjortkvarn - 212 Linköping–Vingåker - 217 Oxelösund–Nyköping - 220 Katrineholm–Bettna - 222 Nyköping–Malmköping–Eskilstuna - 228 Nacka–Saltsjöbaden - 234 Vålberg–Torsby–Mora - 235 Stöllet–Långflon–norska gränsen - 242 Filipstad–Vansbro–Mora - 247 Ludvika–Grangärde–Björbo - 251 Virsbo–Norberg–Hedemora - 254 Fjärdhundra–Heby–Tärnsjö–Gysinge–Hedesunda–Gävle - 255 Västerås–Salbohed–Avesta - 256 Sala–Fagersta - 266 Hedemora–Falun - 270 Hedemora–Stjärnsund–Torsåker - 278 Järva Krog–Bergshamra - 286 Norrskedika–Öregrund - 290 Uppsala–Lövstabruk | - 291 Tierp–Skärplinge - 294 Falun–Edsbyn - 295 Mora–Älvdalen–Särna–Idre– norska gränsen - 297 Malung–Sälen–Särna - 303 Tönnebro–Sibo - 304 Holmsveden–Mohed - 306 Laforsen–Ramsjö - 312 Sveg–Funäsdalen– norska gränsen - 323 Bräcke–Bispgården - 324 Ragunda–Hammarstrand - 331 Bergeforsen–Backe–Hoting - 341 Lillholmsjö–Hammerdal–Näsåker - 343 Strömsund–Storuman–Arvidsjaur–Jokkmokk - 350 Köpmanholmen–Sidensjö–Bredbyn - 351 Åsele–Vilhelmina - 352 Örnsköldsvik–Västermyrriset (Lycksele) - 354 Åsele–Dorotea - 355 Sikeå–Robertsfors–Vindeln–Granö (Lycksele) - 356 Boden–Niemisel–Morjärv–Karungi - 361 Storuman–Tärnaby–norska gränsen - 362 Umeå–Holmsund - 365 Ånäset–Lappvattnet - 366 Burträsk–Boliden - 369 Skellefteå–Bastuträsk–Norsjö–Lillholmträsk - 371 Arvidsjaur–Arjeplog - 375 Luleå–Älvsbyn–Arvidsjaur–Arjeplog–norska gränsen - 380 Kitajaur–Harads - 384 Råneå–Niemisel - 385 Edefors kyrka–Yttre Lansjärv - 390 Kalix–Morjärv - 391 Överkalix–Övertorneå - 393 Övertorneå–Korpilombolo–Narken (Tärendö) - 396 Vittangi–Karesuando - 397 Överkalix–Anttis - 400 Sangis–Hedenäset–Pajala–Karesuando - 401 Övertorneå–finska gränsen |